# Юрьевское (Ивановский район)
Юрьевское — деревня в Ивановском районе Ивановской области России, входит в состав Куликовского сельского поселения.

## География
Деревня расположена на берегу реки Молохты в 12 км на север от центра поселения деревни Куликово и в 23 км на северо-восток от Иванова.

## История
Каменная церковь с колокольней в селе была построена в 1829 году на средства помещицы Прасковьи Дмитриевны Алалыкиной и добровольных жертвователей. Престолов в церкви было два: в холодной — в честь Святого Великомученика Георгия Победоносца и в теплой — во имя Святителя и Чудотворца Николая. 
В конце XIX — начале XX века село входило в состав Елюнинской волости Шуйского уезда Владимирской губернии. В 1859 году в селе числилось 15 дворов, в 1905 году — 23 двора.

## Население
| 1859 | 1905 |
| ---- | ---- |
| 96   | 101  |

| 1859 | 1905 | 2010 | 2018 |
| ---- | ---- | ---- | ---- |
| 96   | ↗101 | ↘75  | ↗82  |

## Достопримечательности
В селе расположена действующая Церковь Георгия Победоносца.